# Кипријан Куцумбас
Кипријан (грч. Κυπριανός, презиме Димитриос Куцумбас, грч. Δημήτριος Κουτσούμπας; Агринион, 1935 — Атина, 30. мај 2013) био је првојерарх и председавајући старокалендарске деноминације Православна старокалендарска црква Грчке «Синод у отпору» са титулом — Митрополит оропоски и филијски.

## Биографија
Родио се 1935. год. у Агриниону у Грчкој.
Основе богословља и монашку праксу стекао код познатог грчког старца Филотеја Зервакоса, ученика светог Нектарија Егинског.
Богословско образовање допунио у Центру православних традиционалиста у Калифорнији (САД)
Године 1961. основао манастир посвећен светима Кипријану и Јустини, у месту Фили, на Атици. Године 1979. заједно са братством манастира прешао у старокалендарску јурисдикцију. Исте године хиротонисан је за старокалендарског митрополита оропоског и филијског.
Године 1985. основао самостални "Синод у отпору", у православном свету познатом по умереној еклисиологији. Аутор је многих књига и брошура, од којих су неке преведене на енглески и руски језик.
Након дуже болести преминуо 30. маја 2013. године.